# Silent Hill (videogioco)
Silent Hill (サイレントヒル?, Sairento Hiru) è un videogioco survival horror prodotto da Konami e sviluppato dal Team Silent, pubblicato nel 1999 come esclusiva della console Sony PlayStation, ed è il primo capitolo della serie omonima. Il gioco utilizza una visuale in terza persona con dei componenti di computer grafica 3D in tempo reale. A differenza dei precedenti giochi horror di sopravvivenza incentrati su persone esperte nel combattimento, il protagonista di Silent Hill è un uomo qualunque.

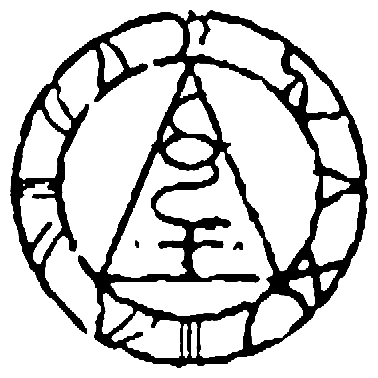
Il "talismano di Metatron" è un elemento ricorrente nella saga. Nel primo capitolo Alessa cerca di inscriverlo in diversi punti della città per fermare Dahlia nel suo intento, senza però riuscirci.

Il gioco segue la storia di Harry Mason, protagonista, alla disperata ricerca della propria figlia adottiva per le strade della mostruosa città statunitense Silent Hill. Imbattendosi in un culto pagano il cui obiettivo è quello di far resuscitare un nuovo Dio, scoprirà le vere origini della bambina. Cinque sono i finali possibili nel gioco, a seconda delle azioni intraprese dal giocatore, vi è anche un finale segreto.
Silent Hill ricevette diverse recensioni positive da parte della critica e divenne un successo commerciale. È tutt'oggi considerato un titolo innovativo, che ridefinisce il genere survival horror, allontanandosi dai classici elementi dei B-horror movie, e procedendo verso uno stile di orrore psicologico che enfatizza l'atmosfera e i personaggi. Silent Hill ha avuto alcuni adattamenti nel tempo, tra cui un visual novel del 2001 per Game Boy Advance, un adattamento cinematografico omonimo nel 2006, e una rivisitazione dal titolo Silent Hill: Shattered Memories nel 2009. Il gioco è stato seguito, nel 2001, da Silent Hill 2.
Il 12 giugno 2025, con un breve trailer, è stato annunciato che Konami e Bloober Team hanno in lavorazione il remake del titolo.

## Trama
Harry Mason sta viaggiando con sua figlia adottiva Cheryl verso Silent Hill. Nelle vicinanze della suddetta località, sterza bruscamente per evitare una figura femminile apparsa al centro della strada, di conseguenza la macchina si schianta e l'uomo perde i sensi. Si sveglia in città, si rende conto che la bambina è sparita e inizia a cercarla. Silent Hill si mostra deserta, nebbiosa e soggetta a stranezze, come nevicate fuori stagione. L'uomo incontra creature mostruose ed è spesso vittima di svenimenti. Durante l'esplorazione conosce prima Cybil Bennett, agente di polizia della città vicina intenta a indagare sugli eventi accaduti. In seguito Dahlia Gillespie, donna misteriosa che gli offre un oggetto capace di contrastare l'oscurità in città, noto come "flauros". Nell'ospedale incontra il dottor Michael Kaufmann, sconvolto dagli improvvisi avvenimenti, e scopre una spaventata Lisa Garland, infermiera nascosta in una delle stanze.
Harry inizia a credere che qualcosa di oscuro sta trasformando la città in un incubo di qualcun altro, motivo per cui molti cittadini sono scomparsi. Dahlia lo esorta a fermare "il demone" responsabile di tutto — la ragazza apparsa sulla strada in precedenza — altrimenti Cheryl morirà. Harry in seguito, può decidere se salvare Kaufmann da un mostro, scoprire delle prove che implicano il ruolo del dottore in un traffico di droga locale, e trovare per caso una bottiglia di "aglaophotis", un liquido soprannaturale in grado di esorcizzare demoni, sempre nascosta da Kaufmann. Continuando le ricerche, Harry giunge a scontrarsi con Cybil infetta da un parassita; anche qui, il giocatore può scegliere se salvarla o meno. Il protagonista rincontra di nuovo la ragazza, il flauros si attiva e blocca i poteri di lei. Qui appare Dahlia che rivela il suo piano, catturare la giovane — un'apparizione di sua figlia, Alessa Gillespie — manipolando l'uomo, inconsapevole di tutto.
Harry si risveglia nell'ospedale con accanto Lisa. L'infermiera spiega di aver provato un senso di Déjà vu mentre era nel seminterrato e fugge via, quando Harry la ritrova, questa si dispera, affermando di essere "esattamente come gli altri". Quindi lo supplica di salvarla mentre del sangue le scorre lungo il viso; inorridito, Harry fugge. Nel suo diario, Lisa rivela di aver assistito Alessa durante una forzata e segreta ospedalizzazione. Le ferite inguaribili della ragazza la terrificavano e parallelamente cadeva in una profonda tossicodipendenza, alimentata da Kaufmann. Scoprendo Dahlia assieme al corpo bruciato di Alessa e la sua "proiezione" sconfitta, Harry chiede dove sia sua figlia: scopre che sette anni prima, la sacerdotessa aveva condotto un rituale per costringere Alessa a far nascere la divinità del culto. Quest'ultima è sopravvissuta all'immolazione, poiché il suo stato di vascello la rendeva immortale, parallelamente la sua resistenza mentale le ha permesso di bisecare la propria anima, fermando così la nascita. La metà divisa si è manifestata come Cheryl neonata e lontana dalla città, poi trovata e adottata da Harry e sua moglie. Dahlia ha quindi lanciato un incantesimo per attirare la bambina a Silent Hill, mentre Alessa era imprigionata all'interno dell'ospedale, subendo un'angoscia incessante a causa delle sue ferite. Ora, con il piano di Alessa sventato e la sua anima riunita, la divinità viene rianimata e prende possesso di lei.

### Finali
Sono disponibili cinque finali diversi, a seconda delle scelte del giocatore:
- Nel finale peggiore "Bad" la divinità si fonde con Alessa e fulmina Dahlia per poi attaccare Harry. Dopo averla sconfitta, Harry ascolta la voce di Cheryl che lo ringrazia per averla liberata e sparisce nel nulla. Affranto dal dolore, Harry collassa e la scena successiva mostra il suo cadavere nella sua auto distrutta.
- Nel finale negativo "Bad +" Harry e Cybil fuggono dopo la morte della divina creatura.
- Nel finale positivo "Good" Kaufmann, sentendosi tradito da Dahlia, chiede di riportare la città alla normalità e usa l'aglaophotis per esorcizzare Alessa. Harry sconfigge il dio e Alessa gli dona una bambina in fasce, la reincarnazione di se stessa e Cheryl.[17] Lo aiuta infine a fuggire dalla città.
- Nel finale migliore "Good +" Harry scappa con Cybil e la bambina. In entrambi i finali "Good" una sanguinosa e vendicativa Lisa impedisce a Kaufmann di fuggire.
- Nel finale segreto "UFO" degli extraterrestri rapiscono Harry.

## Modalità di gioco

Screenshot del gioco. Harry mentre attacca un nemico. La torcia è l'unica fonte di luce quando si è nella realtà alternativa ("otherworld")

L'obiettivo principale del gioco è guidare il protagonista Harry Mason attraverso la città di Silent Hill, infestata da strane creature per ritrovare la figlia dispersa, Cheryl. Lo stile di gioco consiste in combattimenti, esplorazione e risoluzione di rompicapi. Il gioco utilizza una visuale in terza persona, che in rare occasioni cambia angoli per produrre effetti drammatici. La visuale del gioco si differenzia dalle classiche visuali dei survival horror di allora, che consistevano nel semplice passaggio da un angolo all'altro in continuazione. Per via dell'assenza di un HUD, il giocatore è costretto a consultare un menù per visualizzare l'energia del protagonista (constatabile anche dall'affaticamento del personaggio).
Harry può affrontare diversi nemici in qualsiasi area di gioco utilizzando sia armi bianche sia armi da fuoco. Essendo un semplice scrittore senza esperienza con le armi, le potenzialità fisiche di Harry sono molto ridotte, ed è spesso affannato dopo un normale sprint. La sua inesperienza nell'uso di armi porta la sua mira, e quindi quella del giocatore, a essere spesso instabile. Una radio portatile avvisa Harry della presenza di creature vicine con rumori bianchi (può essere disattivata), che attirano però, anche mostri distanti.
Il giocatore può individuare e collezionare mappe di ogni area, stilisticamente simili a mappe turistiche. Accessibili solo dal menù e leggibili solo quando la luce è considerata sufficiente, ogni mappa è segnata con i luoghi di interesse. La visibilità della città è per lo più bassa a causa della nebbia e l'oscurità, quest'ultima è molto prevalente nella realtà alternativa ("Otherworld"). Il giocatore può ottenere una torcia tascabile all'inizio del gioco, ma il fascio di luce che emette illumina solo pochi metri e attira i nemici. La navigazione attraverso Silent Hill richiede al giocatore di trovare chiavi e risolvere enigmi.

## Personaggi
- Harrold "Harry" Mason: Scrittore di 32 anni, vedovo, vive con la figlia adottiva Cheryl.[28] Su richiesta di quest'ultima, si reca a Silent Hill per trascorrere una vacanza con lei, ma durante il viaggio ha un incidente.[10] Nell'esplorare la città scopre la verità sugli strani avvenimenti. Il finale "Bad" mostra che l'uomo è in realtà morto dopo l'incidente stradale, in tutti gli altri invece, sopravvive.[17] Nelle fasi iniziali di sviluppo, il nome scelto per lui era "Humbert", mentre per Cheryl "Dolores", in onore ai protagonisti del romanzo Lolita, di Vladimir Nabokov.[10] In seguito, sono stati cambiati dallo staff americano. Il cognome "Mason" comunque, è tratto da James Mason, interprete del ruolo di Humbert nell'adattamento cinematografico diretto da Kubrick dal suddetto romanzo.
- Cheryl Mason: Bambina di 7 anni, figlia adottiva di Harry e Jodie Mason. Viene scoperta lontana da Silent Hill e adottata dalla coppia. Cheryl è in realtà la parte "buona" di Alessa Gillespie. Ella nasce quando Alessa divide la sua anima a metà.[14] All'inizio del gioco, ella sente il richiamo di Dahlia tramite incantesimo, e chiede al padre di poter recarsi a Silent Hill per una vacanza.[10][29] Dopo l'incidente, la piccola sparisce. Nei finali "Good", Alessa dona all'uomo una bambina, l'anima della stessa Cheryl e Alessa riunificata.[17] Il suo nome deriva dall'attrice Sheryl Lee.[10]
- Cybil Bennet: Poliziotta di 28 anni, appartenente al dipartimento di Brahms, città adiacente a Silent Hill. Recatasi sul posto dopo che le comunicazioni con la città vengono interrotte.[30] Incontra Harry e gli offre aiuto nella ricerca di Cheryl.[14] Nel corso del gioco, cade vittima di un parassita che prende possesso di lei. Il giocatore può scegliere se salvarla oppure ucciderla. Facendo questo, influenzerà il finale del gioco.[17] Il suo nome deriva dalla modella Sibyl Buck e dall'attrice Sybil Danning. Il cognome deriva da Lawrencia Bembenek, una poliziotta realmente esistita vittima di un omicidio.[10]
- Dr. Michael Kaufmann: Medico di 50 anni.[10] Direttore dell'ospedale Alchemilla.[31] Ha un ruolo sconosciuto in un traffico di droga locale, della quale fa parte anche Dahlia.[14] Per tutto il gioco il suo unico obiettivo è trovare un modo per fuggire dalla città.[10] Muore in due modi: ucciso da un mostro all'interno di un bar, o alla fine del gioco (qualora il giocatore lo avesse salvato per ottenere un finale migliore), portato via da Lisa Garland. Il suo nome deriva da Michael Herz e Lloyd Kaufman.[10]
- Lisa Garland: Infermiera di 23 anni, lavora all'ospedale Alchemilla.[10] Per tutto il gioco rimane nell'ospedale. Dal suo diario si evince che ha assistito Alessa Gillespie nel suo ricovero. È tossicodipendente, fa uso di droga per sfuggire alla realtà che le porta curare la ragazza, descritta da lei come inguaribile.[20] Lisa in seguito, scopre di essere come i mostri della città e diventa una di loro.[19] Il nome deriva da un'attrice che interpreta un'infermiera vittima di un omicidio in Sanguelia. Il cognome deriva dall'attrice Judy Garland, interprete di Dorothy Gale, personaggio de Il mago di Oz .[10]
- Dahlia Gillespie: Donna di 46 anni. È la causa primaria che porta alla trasformazione di Silent Hill. Compie un rituale in cui sacrifica sua figlia Alessa Gillespie, con l'obiettivo di farle partorire un nuovo dio,[10] capace di distruggere la terra.[32] Alessa però sopravvive e la nascita si interrompe.[29] In tutti i finali muore, o sparata Kaufmann, o fulminata dal demone di Alessa.[17] Il suo nome deriva da quello della moglie di Dario Argento, Daria Nicolodi.[10]
- Alessa Gillespie: Ragazzina di 14 anni, figlia di Dahlia Gillespie, dotata di poteri insoliti. Secondo la madre, Alessa porta in grembo un nuovo dio, viene bruciata viva per metterlo al mondo.[10][33] La ragazza sopravvive, riportando ustioni e sofferenze atroci, ma il dolore la porta fuori controllo; la sua agonia inizia a materializzarsi e cambiare la realtà, motivo per cui la città si trasforma in un mondo violento e mostruoso.[29] A seconda delle scelte del giocatore, il destino di lei cambia: se la trama viene svolta correttamente, Kaufman scaglia l'aglaophotis sulla ragazza, esorcizzando il dio in lei. Dopo una battaglia, Alessa dona a Harry la reincarnazione di Cheryl con se stessa e muore.[17][29] Se non viene compiuta la missione aggiuntiva con Kaufman, Alessa si unisce con Cheryl, ma si trasforma in un nemico, per poi sparire una volta sconfitto. Inizialmente, gli sviluppatori scelsero per lei il nome Asia, in onore di Asia Argento. Fu poi definito insolito e cambiato in Alessa.[10]
- Jodie Logan Mason: la defunta moglie di Harry, madre adottiva di Cheryl. Jodie muore in circostanze non specificate quattro anni prima degli eventi di Silent Hill.

## Creature
- Air Screamer - Creatura senza pelle volante che si muove in gruppo. Deriva da una delle opere di Conan Doyle.
- Groaner - Creatura senza pelle dalle fattezze canine.
- Night Flutter - Creatura alata la cui testa è completamente coperta di vermi, si trova solo nell'otherworld ed è attratto dalla luce.
- Wormhead - Creatura dalle fattezze canine con la testa ricoperta di vermi, si trovano solo nell'otherworld e sono attratti dalla luce.
- Mumbler - Piccolo demone lento ma pericoloso, attacca con i suoi artigli. Si trovano solo nell'otherworld e sono attratti dalla luce. Nella versione Nordamericana e Giapponese del videogioco al suo posto c'è il Grey Child, che rappresenta le sofferenze che Alessa pativa quando era a scuola. Essendo troppo disturbante, la sua figura fu sostituita, in Europa, con il Mumbler, non presente invece nella creazione originale. Seppur censurato nel videogioco, il Grey Child fa la sua apparizione all'inizio del film, durante il quale si nota che stia disperatamente cercando sua madre, identificata con Rose, e cerca quindi di stringerla a sé e non di farle del male. Esso brucia dall'interno e se Rose l'avesse stretto a sé sarebbe bruciata anche lei.
- Larval Stalker - Piccolo spirito inoffensivo, si trova soprattutto nella scuola e nel nowhere, la sua risata ricorda quella a seguito di una presa in giro.
- Puppet Nurse - Infermiera, creatura pericolosa, si trova solo nell'otherworld ed è forse la creatura più attratta dalla luce, attacca con un bisturi.
- Puppet Doctor - Dottore, creatura pericolosa, si trova solo nell'otherworld ed è forse la creatura più attratta dalla luce, più pericoloso e resistente delle infermiere, attacca con un bisturi.
- Romper - Il mostro più pericoloso, il suo attacco è letale e le sue movenze ricordano quelle di un gorilla. Si trova sia nella dimensione normale sia nell'otherworld.
- Blood Sucker - Essere tentacolare immobile che compare un'unica volta nell'ospedale.
- Creeper - Insetto che infesta le fogne e l'ospedale. Ha le sembianze di un enorme scarafaggio.
- Hanged Scratcher - Creatura dotata di zanne a uncino che le permettono di spostarsi sui soffitti. Si incontrano nell'otherworld delle fogne.
- Twinfeeler - La manifestazione di un campione di insetto presente nella stanza di Alessa. È un gigantesco bruco che sputa veleno, ed è la larva di quello che poi diventerà il Floatstinger.
- Split Head - Anche se è molto lento, i suoi attacchi sono molto potenti. Il suo punto debole è all'interno della bocca. L'incarnazione distorta di una lucertola gigante che appare in una fiaba dei tempi della scuola.
- Floatstinger - La forma evoluta del twinfeeler. Attacca emettendo gas velenosi e con il pungiglione, anch'esso velenoso. L'immagine di un esemplare d'insetto usato per decorare la stanza di Alessa.
- Incubus - Il boss finale del gioco. È Samael, l'entità attorno alla cui figura ruota il Culto de L'Ordine, che i suoi adepti considerano Dio. Viene rappresentato con la tipica iconografia del Baphomet, o Bafometto, ovvero un essere alato con gambe e testa di capra e torace umano.
- Incubator - Boss finale alternativo che si affronta nel caso Harry non salvi Kaufmann. Formato dall'unione di Alessa e Cheryl, ha l'aspetto di una bellissima donna vestita di bianco avvolta da un'intensa luce. I suoi attacchi sono a base di fulmini.

## Colonna sonora

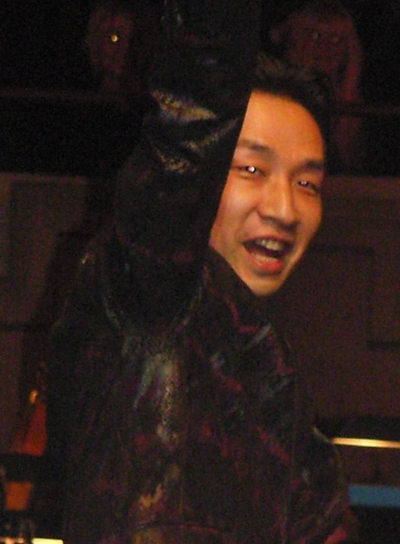
Akira Yamaoka, il compositore delle musiche dei quattro principali capitoli della saga di Silent Hill

La colonna sonora di Silent Hill è stata composta da Akira Yamaoka, che ha richiesto di entrare a far parte dello staff di sviluppo dopo che il compositore originale se n'era andato. Egli era incaricato della creazione di effetti sonori e di mastering. Yamaoka non ha mai guardato le scene del gioco, ma ha creato la colonna sonora indipendentemente. Lo stile delle sue composizioni è stato influenzato da Angelo Badalamenti, il compositore della serie TV I segreti di Twin Peaks, dai Metallica e dai Depeche Mode. Per rendere Silent Hill il più differente possibile dagli altri videogiochi, e per sostenere la sua fredda e arrugginita sensazione, Yamaoka ha optato per una fusione di musica post-industrial e musica Dark ambient.
Quando ha presentato i suoi brani agli altri membri dello staff per la prima volta, hanno interpretato male i suoi pezzi e li hanno scambiati per dei Bug. Yamaoka ha dovuto spiegargli che questo rumorio era stato progettato per il gioco; lo staff aveva ritirato le sue obiezioni precedenti dopo che Yamaoka gli spiegò le sue ragioni per aver scelto questo stile. L'album Silent Hill Original Soundtracks è stato pubblicato in Giappone il 5 marzo 1999. La quarantunesima traccia, Esperàndote, è stata composta da Rika Muranaka. Dopo che Yamaoka le ha proposto di creare una canzone per il gioco, lei gli ha proposto di usare bandoneón, violini e di assumere una cantante spagnola. Decisero di fare della canzone un tango, e Muranaka compose la melodia per il testo in inglese che lei aveva scritto.
Quando arrivò a Buenos Aires per registrare la canzone in spagnolo con la cantante argentina Vanesa Quiroz, Muranaka si rese conto che le sillabe non combaciavano più con la melodia e quindi ha dovuto ricomporre tutto il testo in soli 5 minuti.